# Humini
Humini är en ort i Mexiko.   Den ligger i kommunen Nopala de Villagrán och delstaten Hidalgo, i den sydöstra delen av landet, 110 km nordväst om huvudstaden Mexico City. Humini ligger 2 383 meter över havet och antalet invånare är 242.
Terrängen runt Humini är kuperad österut, men västerut är den platt. Runt Humini är det ganska tätbefolkat, med 155 invånare per kvadratkilometer. Närmaste större samhälle är Nopala de Villagran, 7,6 km öster om Humini. I omgivningarna runt Humini växer huvudsakligen savannskog.